# Biodiversitätsmuseum Göttingen

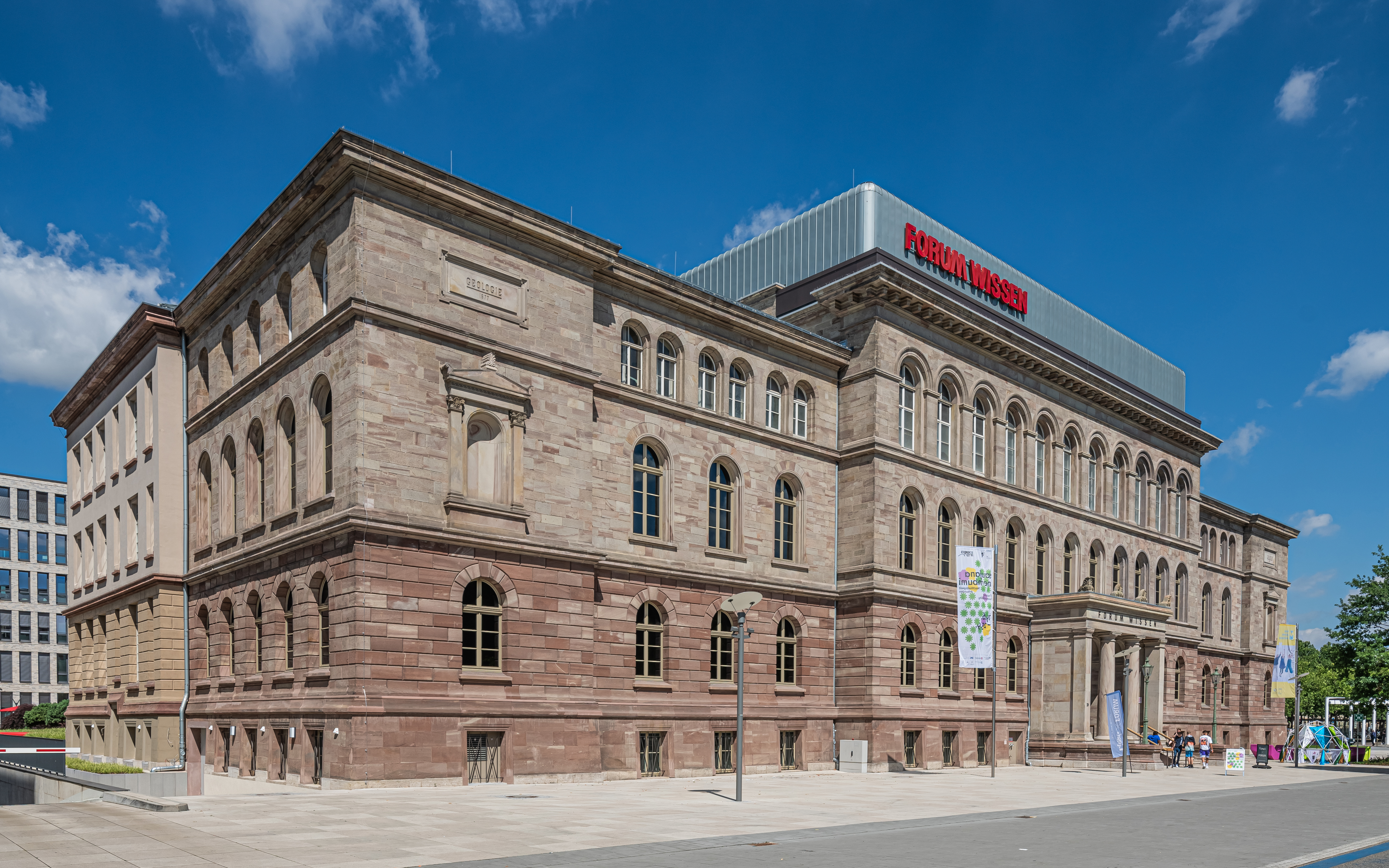
Das Forum Wissen in Göttingen, hier wird Ende 2026 auch das Biodiversitätsmuseum Göttingen seinen Sitz haben

Das Biodiversitätsmuseum Göttingen ist ein im Aufbau befindliches Universitätsmuseum der Georg-August-Universität für Biodiversität in Göttingen, das Ende 2026  im zweiten Obergeschoss des Forum Wissen eröffnet werden soll.

## Geschichte
2017 wurde das Zoologische Museum Göttingen an der Berliner Straße 28 geschlossen und das 1877 als Naturhistorisches Museum der Universität Göttingen errichtete Gebäude über fünf Jahre saniert und umgebaut.
Das Biodiversitätsmuseum Göttingen wird im zweiten Obergeschoss des im Jahr 2022 als Forum Wissen wieder eröffneten Hauses eingerichtet. Es soll veranschaulichen was Biodiversität ist, und sich auf drei übergeordnete Themen konzentrieren:
- Biodiversität und Evolution
- Biodiversität und Ökosysteme
- Biodiversität und der Einfluss des Menschen

Es wird einen Teil der umfangreichen biologischen Sammlungen der Georg-August-Universität Göttingen präsentieren. Diese umfassen mehr als 100.000 Exemplare, die einen wissenschaftlichen sowie kulturellen und historischen Wert haben. Das Artenspektrum reicht von Plattwürmern über ausgestorbene Vögel bis hin zum vollständigen Skelett eines Pottwals. 
Die Ausstellung des Biodiversitätsmuseums wird einen festen Rundgang haben, der die Geschichte in verschiedenen Kapiteln erzählt, beginnend mit grundlegenden Informationen und endend mit komplexen Wechselwirkungen.
Das Biodiversitätsmuseum Göttingen soll Ende 2026 eröffnet werden. Das Walskelett wurde schon im März 2023 an der Decke des gläsernen Atrium-Anbaus aufgehängt, wo die Besucher des Forum Wissen seitdem unter ihm im Museumscafé sitzen können.

## Leitung
Designierte Direktorin und Kuratorin des Biodiversitätsmuseums Göttingen ist die Biologin Maria Teresa Aguado Molina:

„Ich möchte einen Ort schaffen, der Forscher und ihre Projekte mit dem Publikum verbindet, indem ein Dialog entsteht. Vielleicht wird der Besuch ja sogar bei einigen zu einer Art Initialzündung, ebenfalls eine wissenschaftliche Karriere einzuschlagen.“